# Skriptování na straně klienta
Skriptování na straně klienta je v informatice označení techniky, ve které je počítačový program umístěný na webových stránkách vykonáván na straně klienta, tj. webovým prohlížečem uživatele (ne na straně serveru, jako u skriptování na straně serveru). Skriptování na straně klienta je důležitá součást konceptu DHTML (dynamického HTML), jenž umožňuje měnit obsah zobrazené webové stránky v závislosti na uživatelském vstupu, podmínkách prostředí (jako například čas a den) nebo jiných okolnostech.

## Popis
Skripty vykonávané na straně klienta jsou často součástí HTML nebo XHTML dokumentu. Mohou být umístěny i do externího souboru, na který je ve zdrojovém dokumentu uveden odkaz, a které si proto webový prohlížeč z webového serveru vyžádá. Webový prohlížeč spustí skripty a zobrazí obsah stránky včetně viditelného výstupu ze skriptu. Skripty na straně klienta mohou obsahovat instrukce pro prohlížeč, aby reagoval na akce uživatele (např. zmáčknutí tlačítka), které může zpracovávat bez další komunikace se serverem.
Zdrojový kód skriptu si uživatel může zobrazit (na rozdíl od skriptů na straně serveru). Mnoho začínajících webových programátorů se tímto způsobem učí od ostatních autorů, jak psát klientské skripty.
Klientské skripty mají přístup k některým informacím a funkcím dostupným na uživatelském počítači, kdežto skripty na straně serveru mají přístup k informacím a funkcím dostupným na serveru. Klientské skripty nepožadují dodatečný software na serveru (to je výhoda pro autory, kteří nemají dostatek možností ovlivňovat obsah serveru). Skripty pro webové prohlížeče vyžadují, aby v prohlížeči byla přítomna jejich podpora (Javascript, Flash apod.). Nemá smysl psát skripty v jazycích, které nejsou podporovány moderními prohlížeči. Při přístupu skriptu k datům na klientském počítači může vzniknout bezpečnostní riziko, které je typicky řešeno bezpečnostními aktualizacemi webového prohlížeče nebo interpretu pro skripty (např. již zmíněný Flash).
V dnešní době je trend využívat klientské skripty při tvorbě moderních webových stránek ke zlepšeni uživatelského rozhraní a komfortu, při kterém uživatel nemusí obnovovat celou webovou stránku. Mezi tyto technologie patří např. AJAX, hojně využívané rozšíření pro JavaScript, dovolující webovým programátorům komunikovat s webovým serverem v pozadí bez požadavku kompletně nové stránky a jejího opětovného vykreslení. Toto vede k velkému zlepšení uživatelského rozhraní.
I když skriptovací jazyky jsou podporovány širokou škálou prohlížečů, nemusí být implementovány ve všech prohlížečích a operačních systémech stejně. Autoři by měli předtím, než své skripty publikují, otestovat jejich chování na různých platformách.